# Carl-Einar Borgström

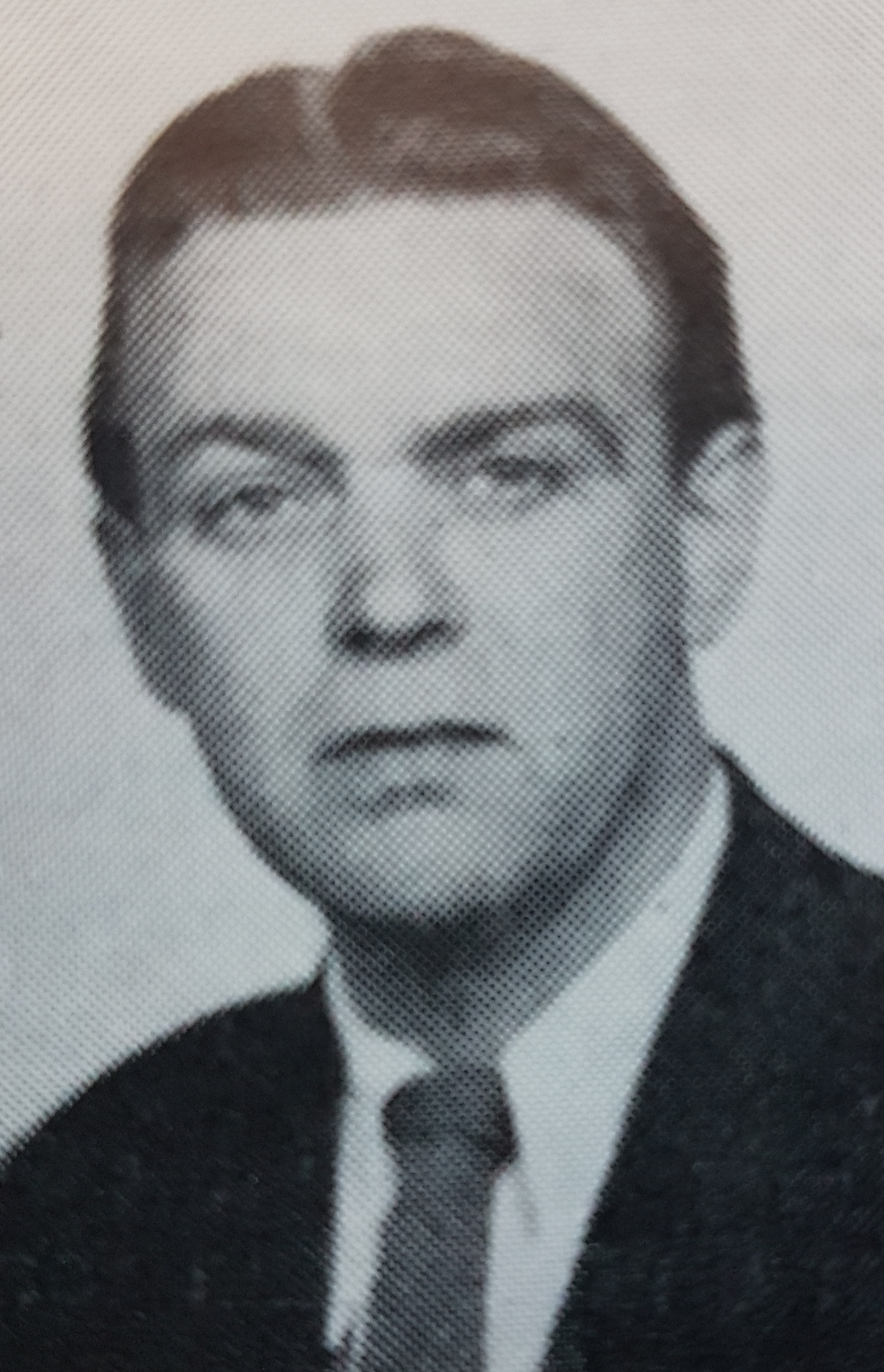
Carl-Einar Borgström

Carl-Einar Borgström, född 13 maj 1914 i Ystad, död 6 mars 1981 i Stockholm, var en svensk skulptör, målare och tecknare. Han studerade vid Tekniska skolan (1931-35) och Konstakademien (1935-37) i Stockholm.
Han fick redan som 15-åring arbete vid Ystad-Metall i Ystad och fortsatte att ha ett samarbete med dem under en stor del av sitt liv. Även om han var både tecknare och målare så blev han mest känd som skulptör. Han har arbetat i såväl silver, brons och mässing som gips och trä. Under en period formgav han även glasföremål för Björkshults glasbruk. 
1969 tilldelades Borgström Ystads kommuns kulturpris.
Ett av Carl-Einar Borgströms sista verk som går i produktion är bronsskulpturen "Balettflickan" som han formgav åt Scandia Present AB 1978. 
Carl-Einar Borgström är representerad med ett flertal verk på Ystads Konstmuseum, Eskilstuna konstmuseum, Nationalmuseum i Stockholmoch Västerås konstmuseum.

## Galleri

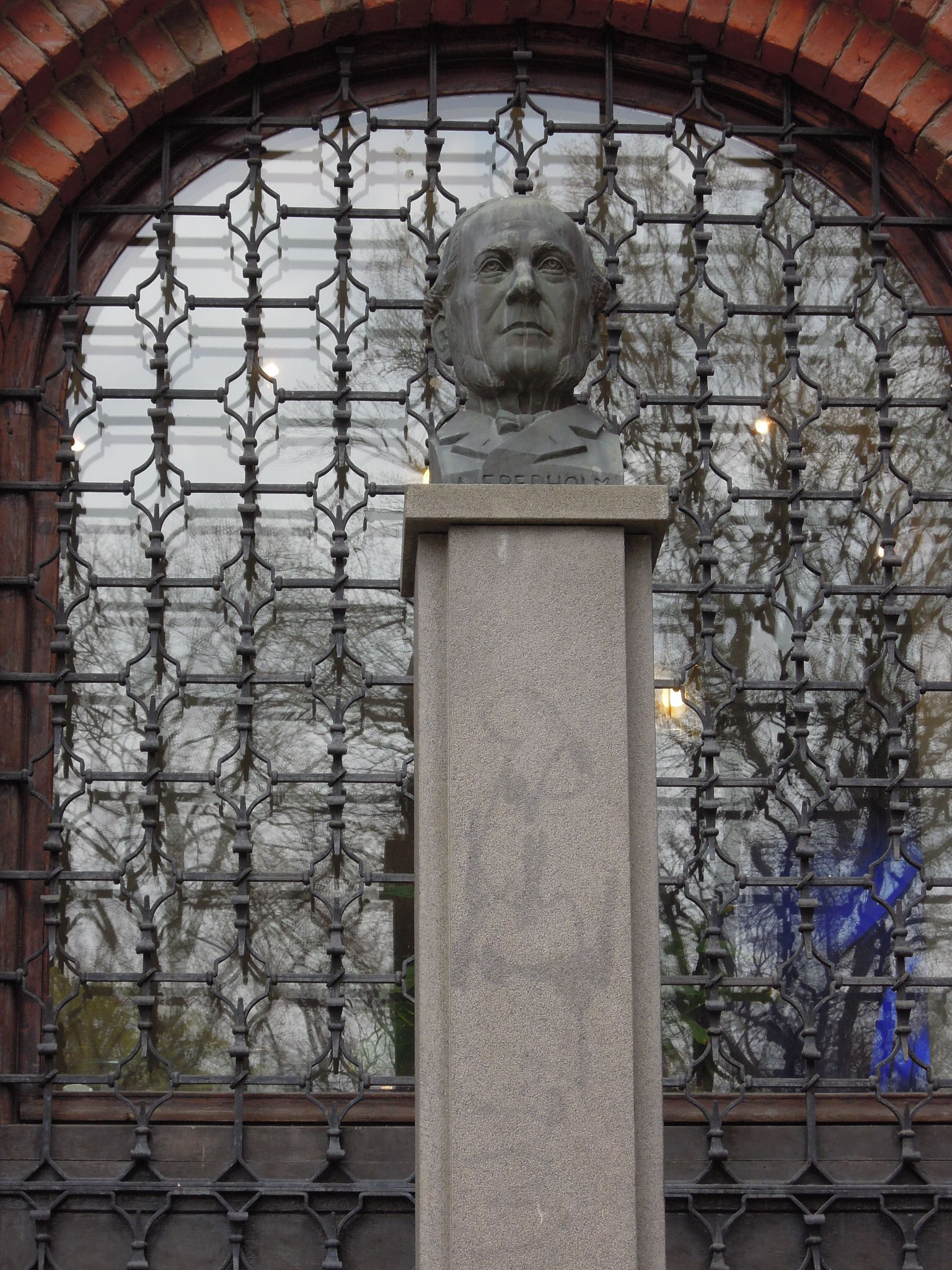
Byst av Ludvig Fredholm i Västerås
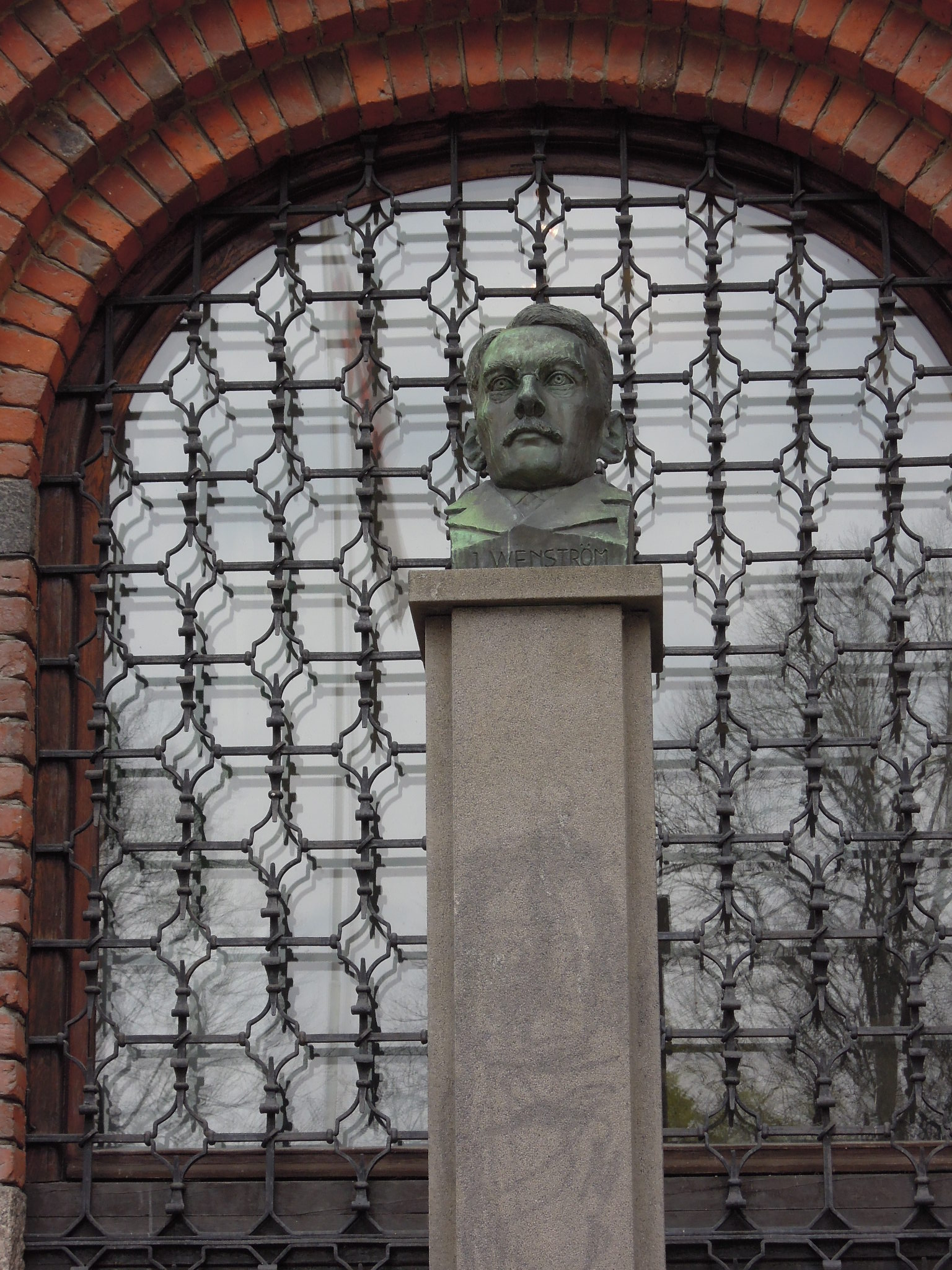
Byst av Jonas Wenström i Västerås